# چارنتساوان
چارنتساوان (با کسرهٔ ر و سکون ت) (به ارمنی: Չարենցավան) یک شهر در ارمنستان است که در استان کوتایک واقع شده‌است.   در  کیلومتری شمال هرازدان، مرکز استان کوتایک واقع شده است.

## ریشه‌شناسی
چارنتساوان در سال ۱۹۴۷ با نام «لوساوان» Lusavan بنیاد شد و در سال ۱۹۶۷ به نام یقیشه چارنتس شاعر برجسته ارمنی به «چارنتساوان» تغییر نام یافت.

## جغرافیا و آب و هوا
چارنتساوان ۵ کیلومتر مربع مساحت و ۲۰٬۳۶۳ نفر جمعیت دارد و ۱٬۶۶۰ متر بالاتر از سطح دریا واقع شده‌است.  

## ورزش
باشگاه فوتبال موش چارنتساوان نماینده شهر چارنتساوان بود و ورزشگاه شهر چارنتساوان نیز ورزشگاه خانگی این باشگاه بود که در سال ۱۹۹۴ منحل شد.

## نگارخانه

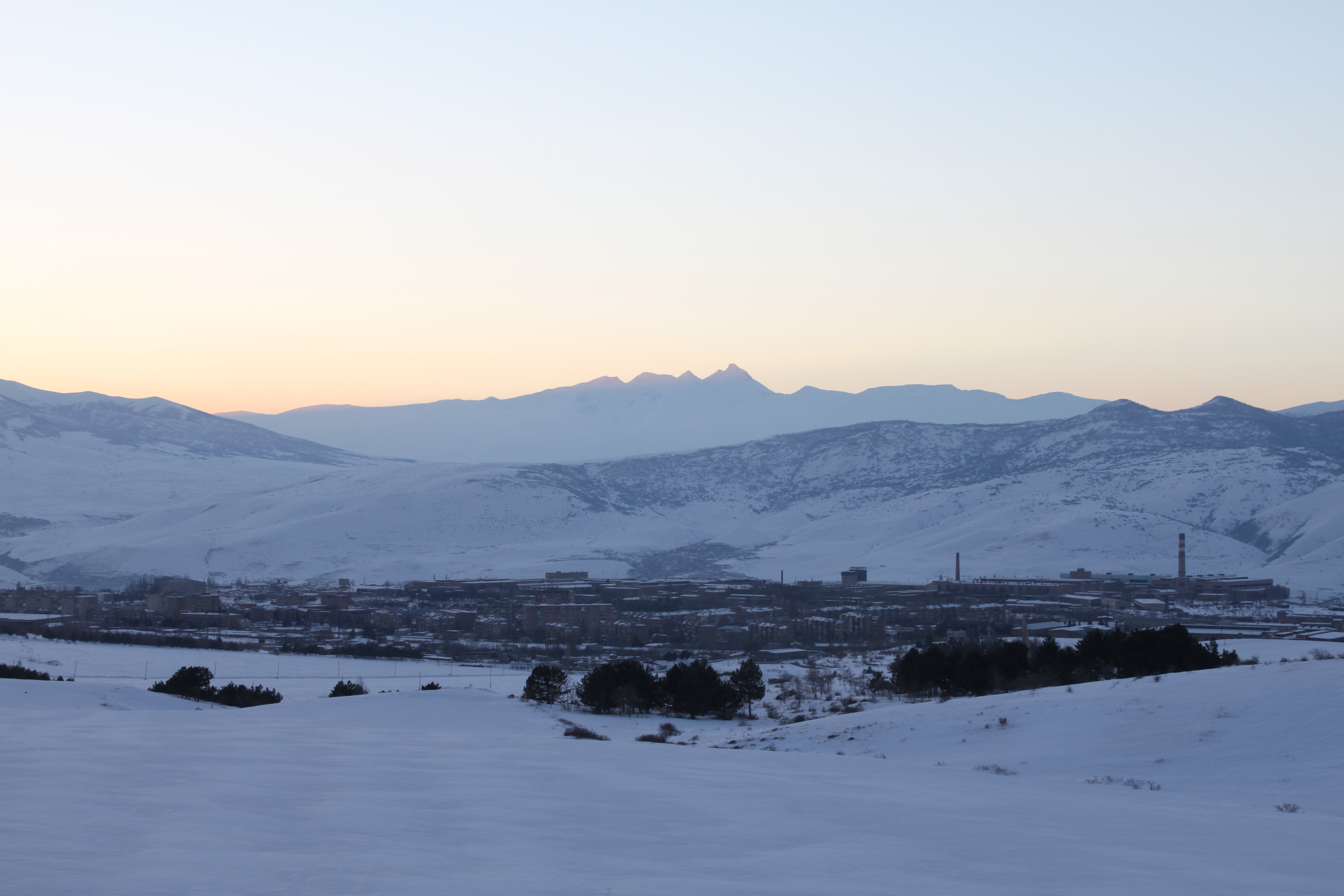
چارنتساوان در زمستان
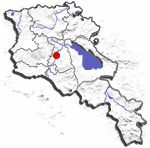
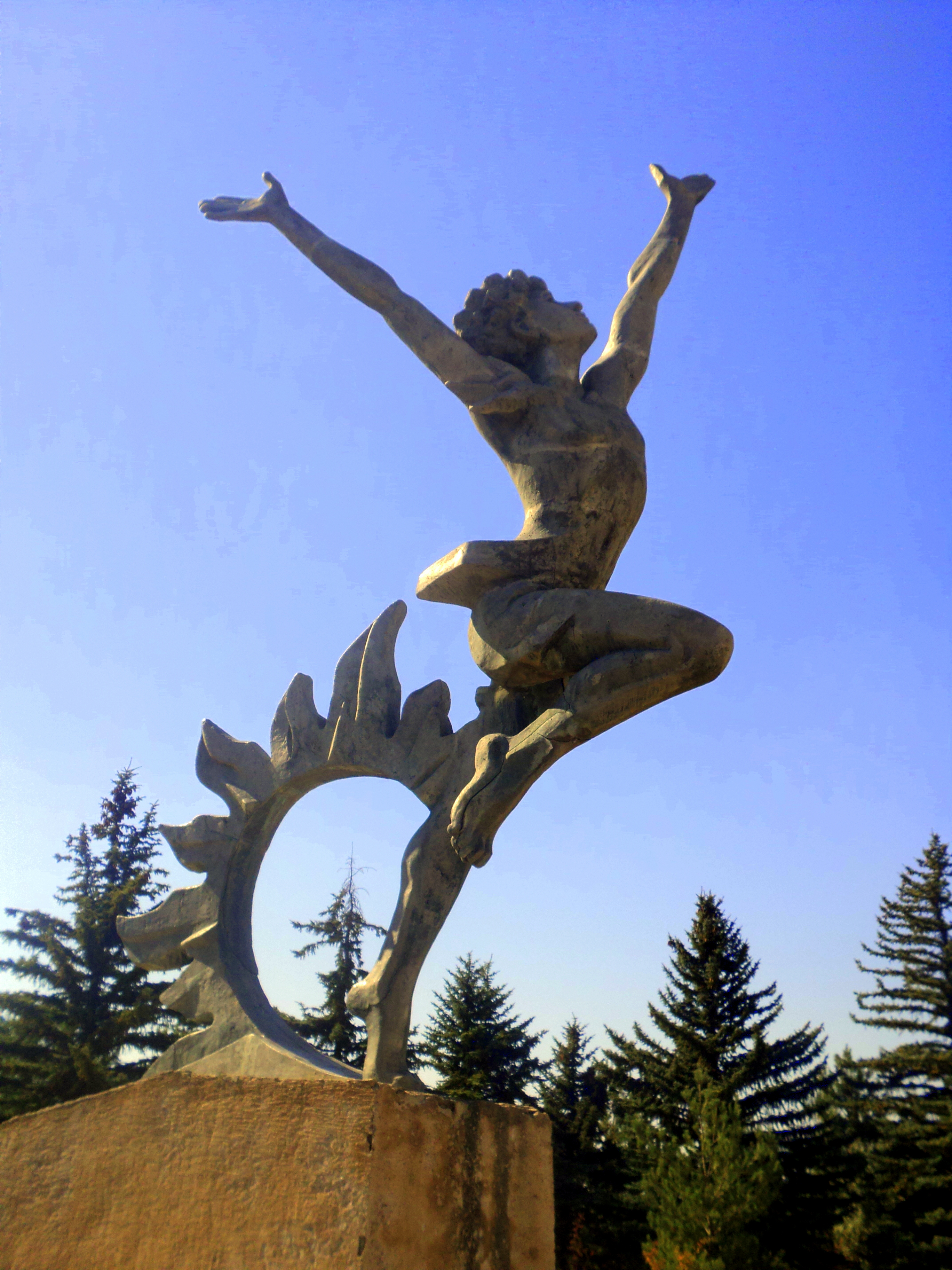
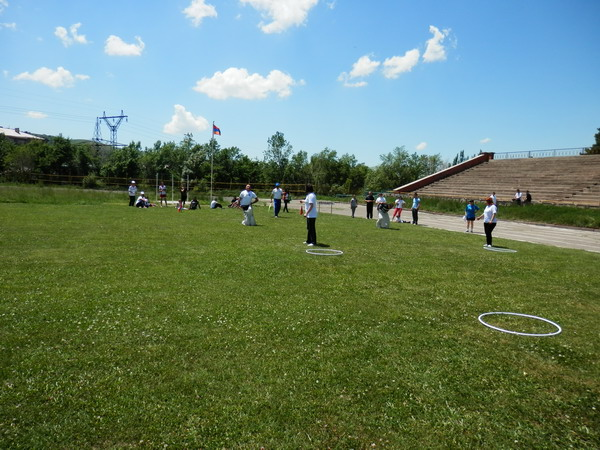
ورزشگاه شهر چارنتساوان
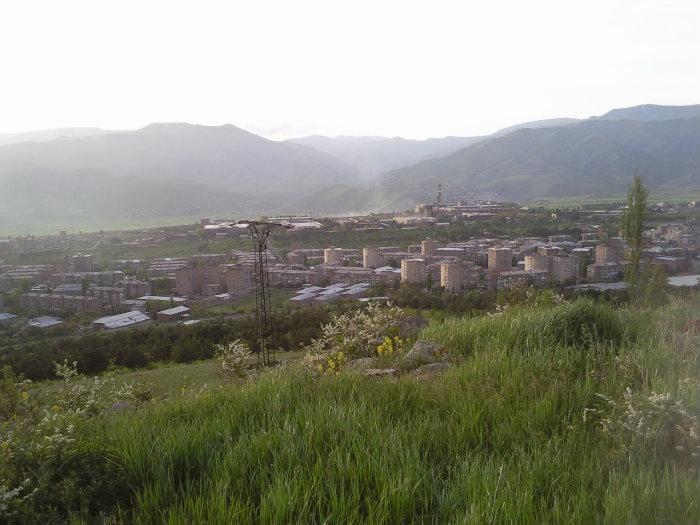